# Mats Frøshaug
Mats Frøshaug (* 31. Juli 1988 in Oslo) ist ein  norwegischer Eishockeyspieler, der seit 2017 beim Tingsryds AIF in der HockeyAllsvenskan unter Vertrag steht.

## Karriere
Mats Frøshaug begann seine Karriere als Eishockeyspieler in der Jugend von Sunne IK, für dessen erste Mannschaft er in der Saison 2005/06 sein Debüt in der Division 1 gab. Anschließend wechselte er in die Nachwuchsabteilung des schwedischen Erstligisten Linköpings HC, für den er in der Saison 2007/08 zwei Mal in der Elitserien spielte. Zudem kam er in dieser Spielzeit auf zwei Einsätze für IK Nyköpings NH 90 in der zweitklassigen HockeyAllsvenskan. Anschließend wurde der Norweger im NHL Entry Draft 2008 in der sechsten Runde als insgesamt 161. Spieler von den Vancouver Canucks ausgewählt.
Die Saison 2008/09 begann der Angreifer erneut bei Linköpings HC, für den er zudem in drei Spielen in der neugegründeten Champions Hockey League auf dem Eis stand, in denen er punkt- und straflos blieb. Anschließend erhielt er einen Vertrag bei deren Ligarivalen Luleå HF, für den er bis Saisonende in 14 Spielen eine Vorlage gab. Zudem erzielte der Linksschütze in sieben Spielen acht Scorerpunkte für Sparta Sarpsborg aus der norwegischen GET-ligaen. Die Saison 2009/10 verbrachte er erneut zunächst beim Linköpings HC, für den er allerdings nur ein Spiel in der Elitserien bestritt sowie zwei für deren U20-Junioren, ehe er im Januar 2010 zu Manglerud Star Ishockey wechselte, bei dem er die Spielzeit in der norwegischen GET-ligaen beendete. In dieser spielte er von 2010 bis 2016 für den Lørenskog IK, mit dem er 2012 und 2016 norwegischer Vizemeister wurde. 2012 in das All-Star-Team der GET-Ligaen gewählt. 2016 kehrte er nach Schweden zurück, wo er zunächst ein Jahr beim Västerviks IK in der HockeyAllsvenskan spielte. Seit 2017 steht er beim Ligakonkurrenten Tingsryds AIF unter Vertrag.

### International
Für Norwegen nahm Frøshaug im Juniorenbereich an den U18-Weltmeisterschaften 2005 in der Division I und 2006 in der Top-Division sowie den U20-Weltmeisterschaften der Division I 2007 und 2008 teil. 
Im Seniorenbereich stand er bei der Weltmeisterschaft 2008 in der Top-Division im Aufgebot seines Landes. Anschließend wurde er bis 2015 zwar immer wieder in die Nationalmannschaft berufen, aber nicht mehr bei großen Turnieren eingesetzt.

## Erfolge und Auszeichnungen
- 2005 Aufstieg in die Top-Division bei der U18-Weltmeisterschaft der Division I, Gruppe B
- 2012 All-Star-Team der GET-ligaen

## Statistik
(Stand: Ende der Saison 2016/17)